# Calao à bec jaune
Tockus flavirostris
Espèce
Statut de conservation UICN

 LC  : Préoccupation mineure
Répartition géographique
Le Calao à bec jaune (Tockus flavirostris) est une espèce d'oiseau africain appartenant à la famille des Bucerotidae.

## Description
Il possède un plumage bicolore noir et blanc ainsi qu'un imposant bec jaune qu'il manie avec une extrême précision. Il mesure environ 55 cm de long pour un poids variant approximativement entre 1,5 et 2,5 kg.
Il se différencie du calao leucomèle par un pourtour noir autour des yeux.

## Habitat et répartition
Cet oiseau fréquente particulièrement les zones de savane ouverte (Commiphora) en Afrique de l'Est.